# Ophelia celtica
Ophelia celtica är en ringmaskart som beskrevs av Amoureux och Dauvin 1981. Ophelia celtica ingår i släktet Ophelia och familjen Opheliidae. Arten har ej påträffats i Sverige. Inga underarter finns listade i Catalogue of Life.